# Colline de San Giusto

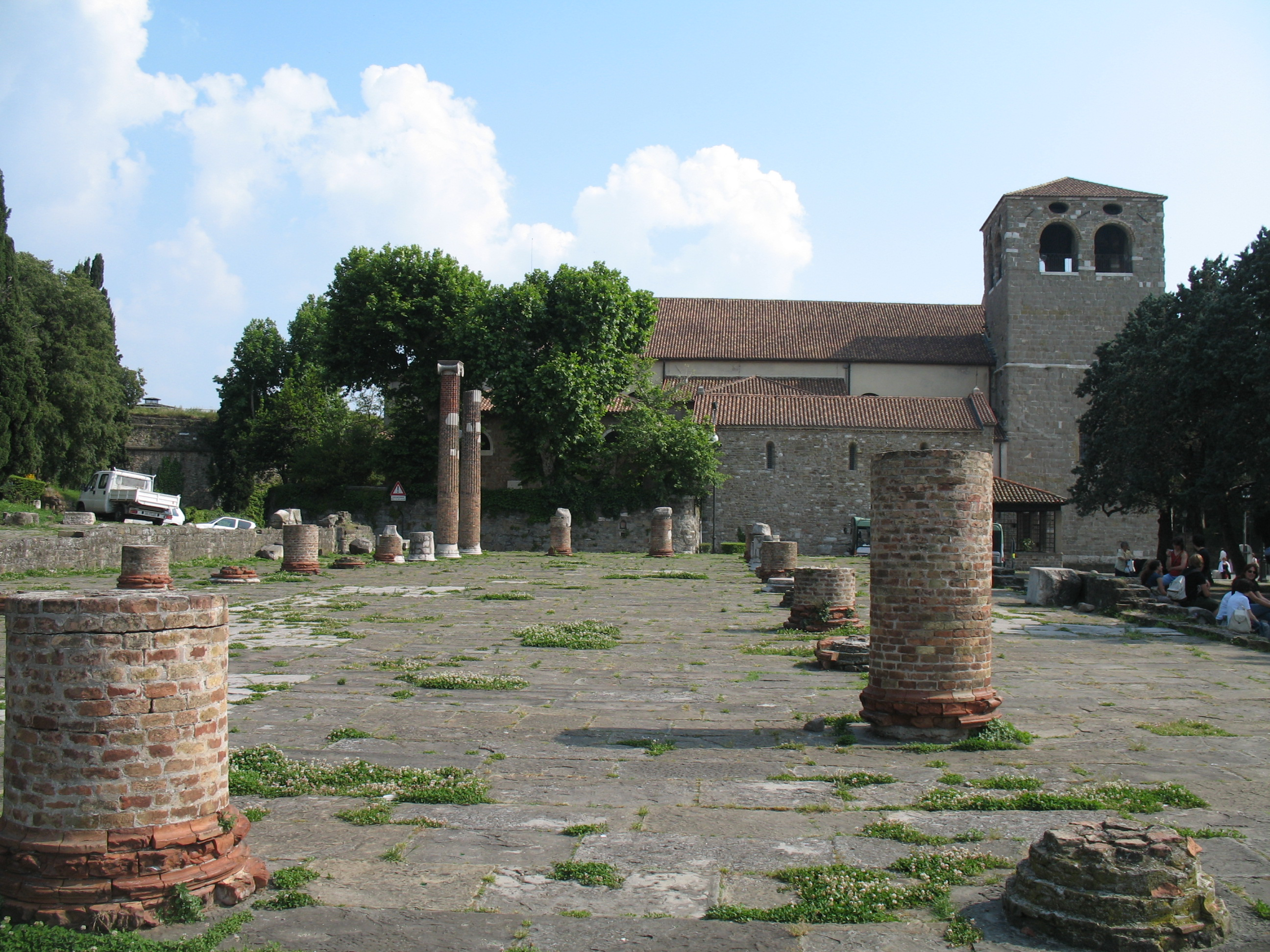
Le forum romain et la cathédrale au sommet de la colline de San Giusto.

La colline de San Giusto est le centre historique de Trieste, en Italie, qui porte le nom du saint patron de la ville, saint Juste de Trieste. Déjà au Ier siècle, une grande basilique civile romaine y était installée, ce qui suggère qu'un centre habité assez important existait au bord de la mer en contrebas. Elle était située comme un symbole de la ville, sur la colline, la partie la plus ancienne de Trieste.
Aux XIVe et XVe siècles, une forteresse est érigée sur la colline et la ville est entourée de murs. Étant donné que les murs ne comprennent qu'un seul côté de la colline et un tronçon du rivage à ses pieds, la Trieste médiévale est essentiellement identifiée à la colline de San Giusto.

## Histoire

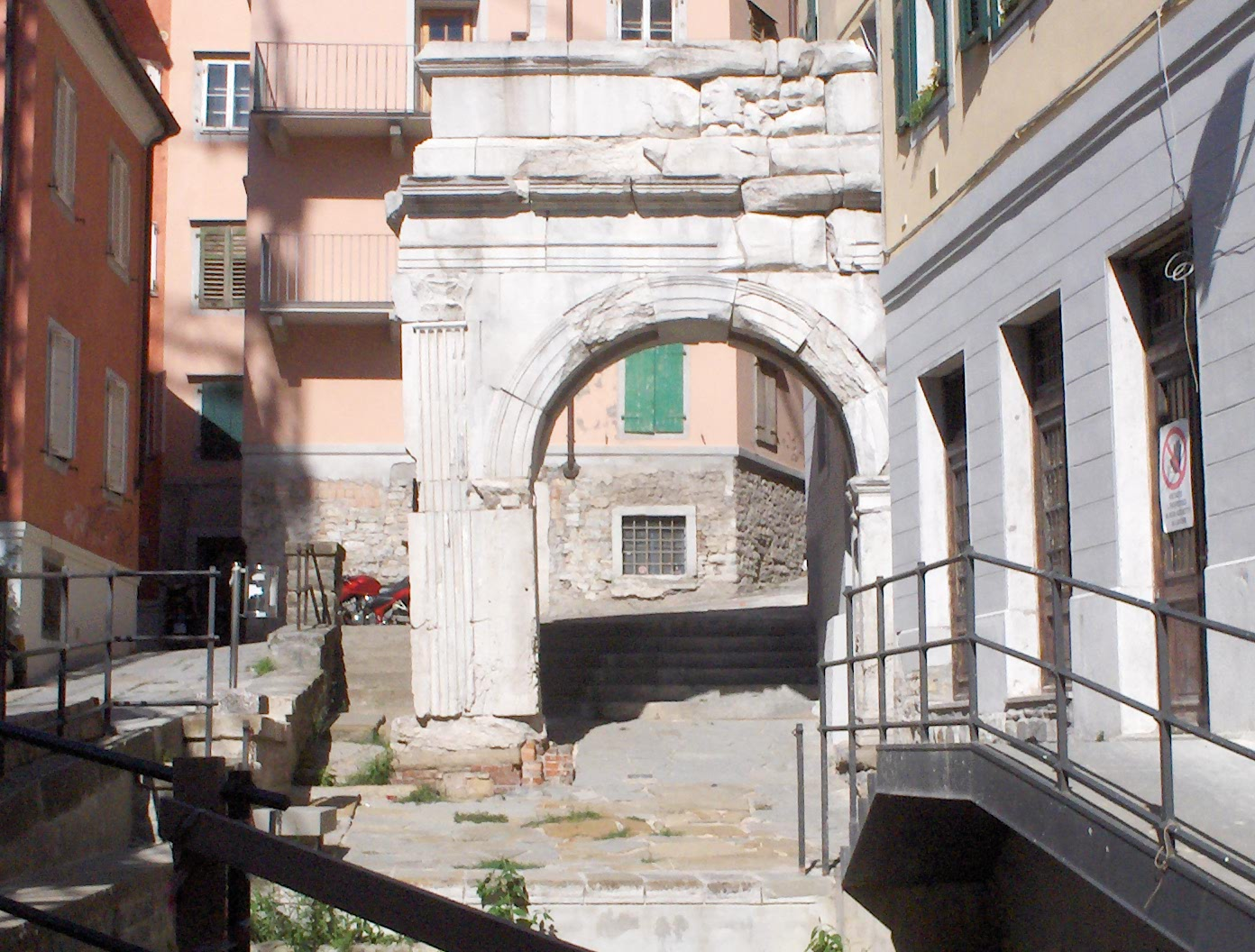
L'Arc de Riccardo au pied de la colline.

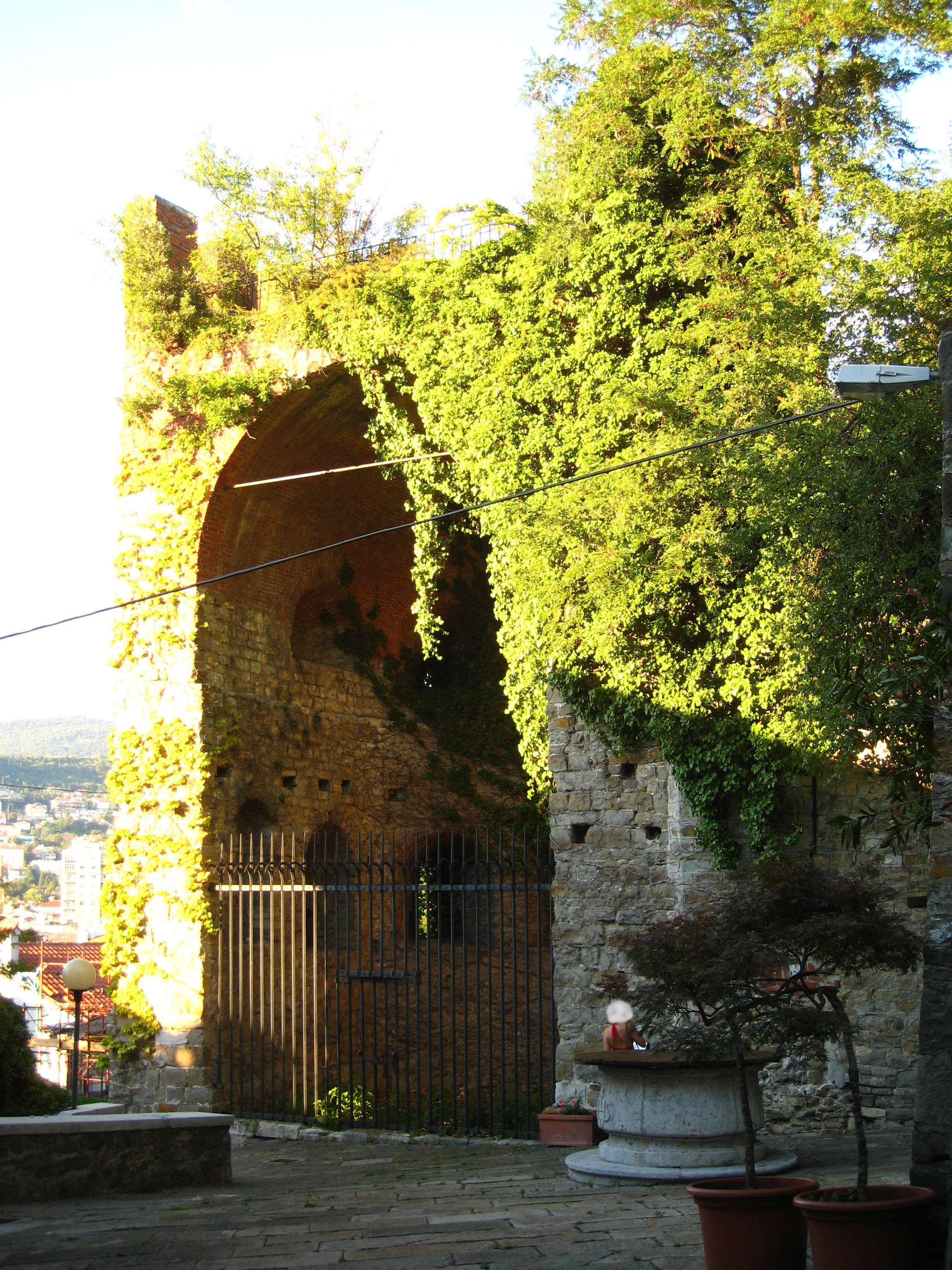
En remontant la pente de la colline, la Tor Chucherna est la seule tour d'observation restante des anciens murs.

Les découvertes archéologiques les plus anciennes sur la colline de San Giusto sont les restes d'un propylée (ancien portail monumental grec) datant du Ier siècle. Les vestiges sont visibles aujourd'hui, à travers une grille, incorporée au clocher de la cathédrale. Le propylée a été érigé au sommet de la rue principale de la ville (aujourd'hui via della Cattedrale) qui s'élevait du bord de mer au point culminant de la ville.
On ignore ce qu'il y avait au sommet de la colline elle-même, derrière cette entrée monumentale qui mesurait 17,20 mètres de largeur et 5,28 mètres de profondeur. Il s'agissait probablement d'un temple, ou d'un complexe de temples, dédié à Jupiter, Junon et Minerve, démantelé au cours des siècles. Les colonnes visibles aujourd'hui dans le clocher formaient l'extrémité avant gauche du complexe, tandis que les vestiges de la partie droite et l'escalier qui les reliait peuvent être visités, descendant sous l'église par le musée lapidaire adjacent. C'est le seul propylée romain qui ait survécu en Europe.
Les vestiges d'une basilique civile datent également du Ier siècle, dont les moignons de diverses colonnes sont visibles non loin du clocher. Cet édifice, construit dans le sens nord-sud, était très vaste, avec plus de 20 mètres de largeur et près de 100 mètres de profondeur, ce qui laisse supposer une population d'une certaine importance.
Bien qu'incorporé à des constructions ultérieures, le propylée est assez bien conservé, mais il ne reste que deux rangées de souches colonnaires de la basilique civile. Tout le reste a très probablement été réutilisé au Ve siècle comme matériau pour la construction de la basilique paléochrétienne, érigée à quelques mètres, dans une direction est-ouest, qui incorporait également le propylée en l'utilisant comme base pour le campanile.
Il y a peu de données historiques sur cette église qui est présumée avoir été démolie par les raids barbares. Ce qui en restait, la partie arrière et le clocher, a été utilisé pour créer une église plus petite (c'est-à-dire moins large), consacrée à sainte Marie. Mais ce sont avant tout des reconstitutions historiques : jusqu'au XIe siècle, il n'y a pas de données fiables. Les seuls témoignages sont les nombreuses découvertes archéologiques, entre autres un dallage en mosaïque de pierres blanches, rouges et noires, et une inscription qui témoigne de la restauration de l'église qui eut lieu en 547 à la suite de l'intervention de l'évêque Frugifero, le premier évêque connu de Trieste.
La chapelle San Giusto est beaucoup plus tardive, construite spécifiquement pour contenir les reliques du saint patron de la ville. Les historiens ne s'accordent pas sur la date exacte de sa construction, mais la situent  au Xe siècle, à l'exception de la coupole qui remonte au XIIe siècle, et des mosaïques intérieures attribuables au XIIIe siècle. A une date non connue, la chapelle fut allongée pour devenir une véritable église, mais il semble certain qu'elle fut néanmoins toujours considérée comme faisant partie de l'église Sainte-Marie qui se trouvait en face, de l'autre côté de la rue principale de la ville.

## Cathédrale
La cathédrale San Giusto est le principal édifice religieux catholique de la ville. Comme le rapportent la plupart des historiens de Trieste, l'aspect actuel de la cathédrale découle de la réunion des deux églises préexistantes de Santa Maria et de celle dédiée au martyr saint Giusto, qui ont été incorporées sous le même toit par l'évêque Roberto Pedrazzani da Robecco entre les années 1302 et 1320, pour doter la ville d'une imposante cathédrale.
La façade austère de l'église est enrichie d'une immense rosace en pierre karstique, élaborée sur place par les maîtres tailleurs de pierre. Le clocher et la façade de l'église sont généreusement recouverts de trouvailles de l'époque romaine, disposées pour adoucir la lourdeur de l'édifice. Le campanile est adossé à l'église, sur le mur de laquelle se trouve la statue de San Giusto.

## Forteresse

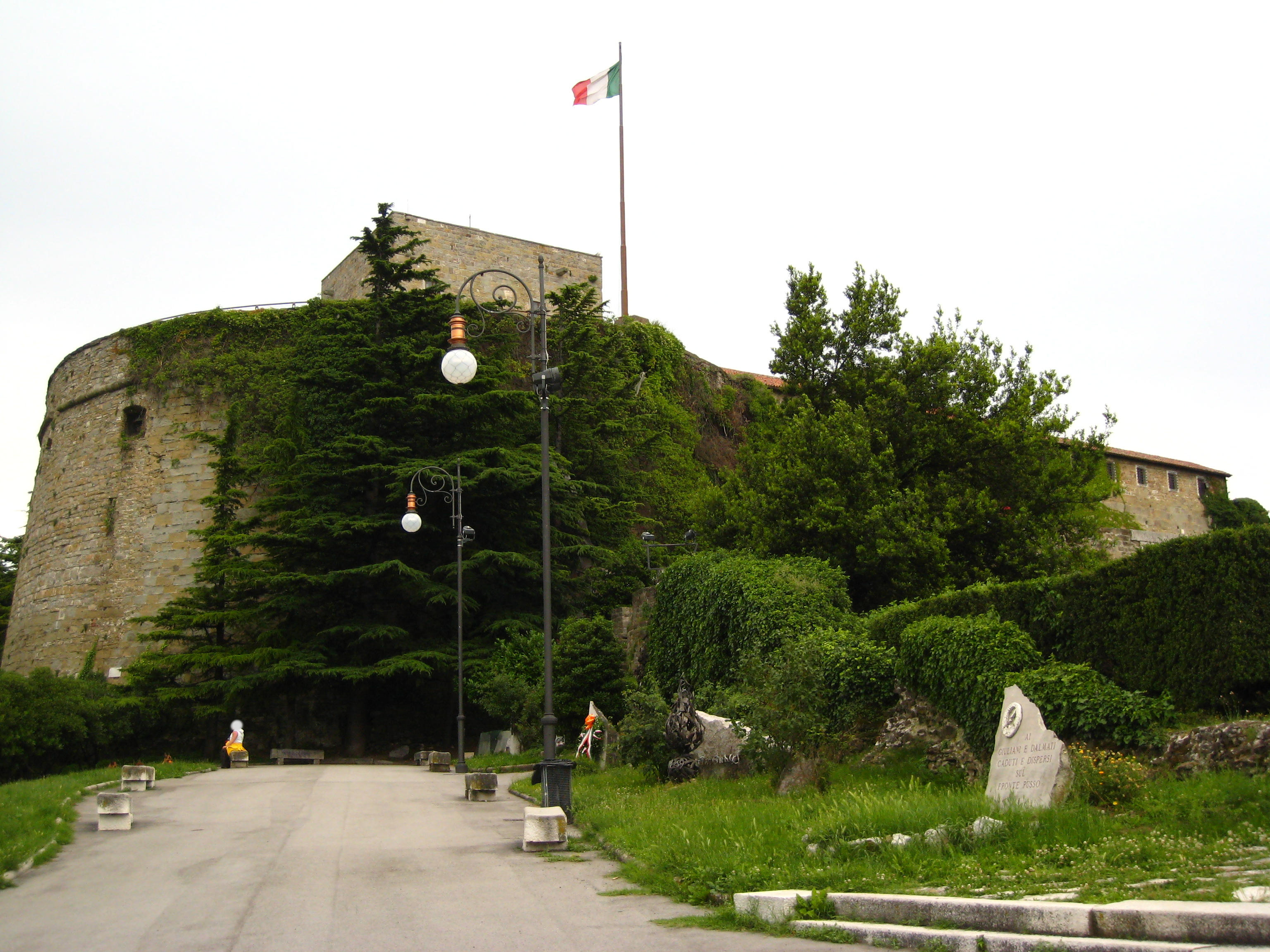
Château San Giusto.

Comme en témoignent les ruines de divers artefacts (la basilique, l'amphithéâtre, l'aqueduc), dès l'époque romaine, Trieste devait être un centre habité important, car un village isolé n'aurait certainement pas eu besoin de constructions aussi impressionnantes. On peut déjà parler de ville, puisqu'en 33 av. J.-C. l'empereur Auguste l'entoure de murs, comme en témoigne l'arc de Riccardo dans la partie ancienne de Trieste.
Il est donc possible de supposer que sur la colline il y avait aussi un temple et certainement un poste militaire, en plus de la basilique. Du haut de la colline, la vue sur la mer est excellente, ce qui, à l'époque, présente un grand avantage stratégique.
Mais si la présence d'un temple est suggérée par le propylée, le poste militaire ne reste qu'une hypothèse, car rien ne le prouve. Il est mentionné juste après 1369, année où les Vénitiens occupent la ville. En 1371, le Sénat vénitien décrète la construction de deux petits châteaux : le premier est érigé en un temps record (deux ans) sur la colline de San Giusto, et le second (après un premier projet non approuvé) est obtenu à partir de trois tours des remparts de la ville sur la mer et s'appelait Ad marina (car situé près de la mer). Tous deux sont détruits dès 1380 par les Génois.

## Parc du Souvenir
Parmi les interventions urbaines de la période du fascisme, l'aménagement du Parco della Rimembranza sur la colline de San Giusto, basé sur un projet de l'ingénieur Vittorio Privileggi (1933-1935), se distingue tout particulièrement. Tout commence avec la création de la large Via Capitolina, une route panoramique qui monte doucement autour de la colline jusqu'à la cathédrale. Toute la pente de la colline entre cette route et le château est consacrée à la mémoire de ceux « tombés dans toutes les guerres » et est parsemée de pierres brutes de pierre karstique aux noms de combattants connus et inconnus. Au sommet se dresse le monument aux morts, une œuvre sculpturale d'Attilio Selva et Enrico Del Debbio, dédié aux volontaires de Trieste tombés pendant la Première Guerre mondiale. Une plaque est également présente en mémoire des morts de Trieste de la Première Guerre mondiale qui ont combattu pour la monarchie de Habsbourg et qui représentent la majorité des morts de Trieste.
De l'autre côté de la colline, le parc se termine par une haute fontaine, semblable à un obélisque, conçue par Vittorio Privileggi et installée sur son sommet en 1938 à l'occasion de la visite de Benito Mussolini. Elle était à l'origine éclairée par des lumières tricolores. La création d'une œuvre qui perdurerait dans le temps n'était pas envisagée, elle était destinée à être démolie après la mort du Duce, mais la fontaine élancée se dresse toujours au-dessus du très long escalier qui descend vers la Piazza Goldoni. Après une longue période d'inactivité et deux restaurations, la fontaine est de nouveau opérationnelle depuis 2006.
L'escalier se compose de deux ailes qui embrassent un parterre rectangulaire, composé de plantes multicolores disposées pour représenter les armoiries de Trieste, une hallebarde blanche sur fond rouge, un dessin qui se voit très clairement depuis la place en contrebas. L'escalier monumental, connu sous le nom de scala dei giganti (escalier des géants), mène à la Piazza Goldoni sur les côtés de l'entrée de la galerie qui passe sous la colline.

### Monument aux morts

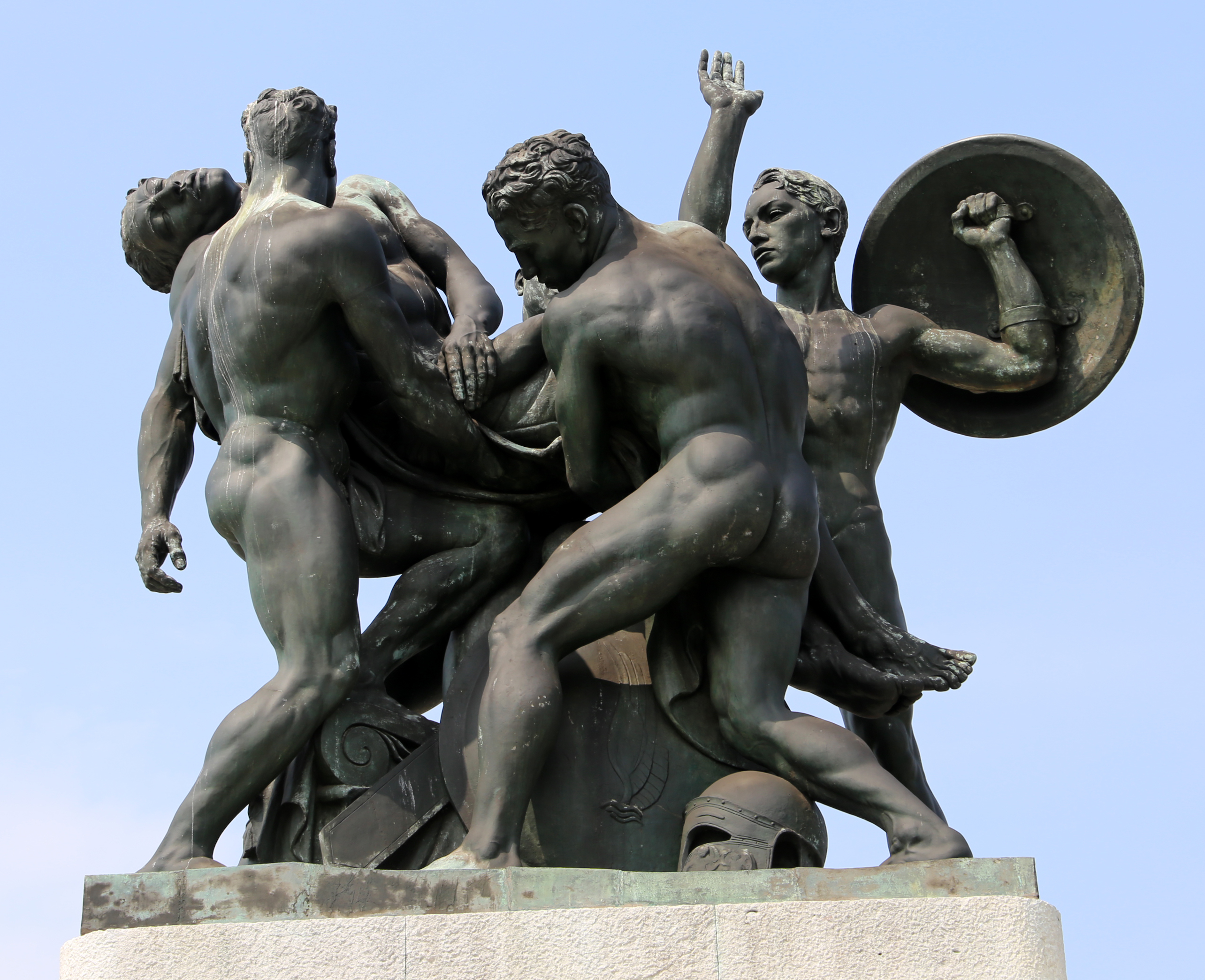
Détail du monument aux morts.

Le monument, inauguré le 30 août 1935 en présence du roi Victor-Emmanuel III, se compose d'un groupe sculptural en fonte, œuvre du sculpteur triestin Attilio Selva, qui repose sur un socle en pierre blanche d'Istrie conçu par l'architecte toscan Enrico Del Debbio, précédemment auteur du stade des Marbres et du Palazzo della Farnesina à Rome. L'œuvre mesure environ 5 mètres de haut,.
Le groupe sculptural représente cinq personnages masculins aux formes classiques : trois des personnages soutiennent un compagnon mourant, tandis que le cinquième homme brandit un bouclier rond pour offrir une protection aux autres. A leurs pieds se trouvent des objets militaires classiques tels qu'une cuirasse et un casque.
Seule la dédicace « Trieste / ai caduti / nella guerra di liberazione / MCMXV - MCMXVIII » (« Trieste / aux morts / dans la guerre de libération / MCMXV - MCMXVIII ») est gravée sur le socle en pierre d'Istrie, où la Première Guerre mondiale est définie comme la guerre de libération pour souligner le concept du passage de Trieste de l'empire d'Autriche-Hongrie à l'Italie à la fin du conflit.

## Galerie de photos

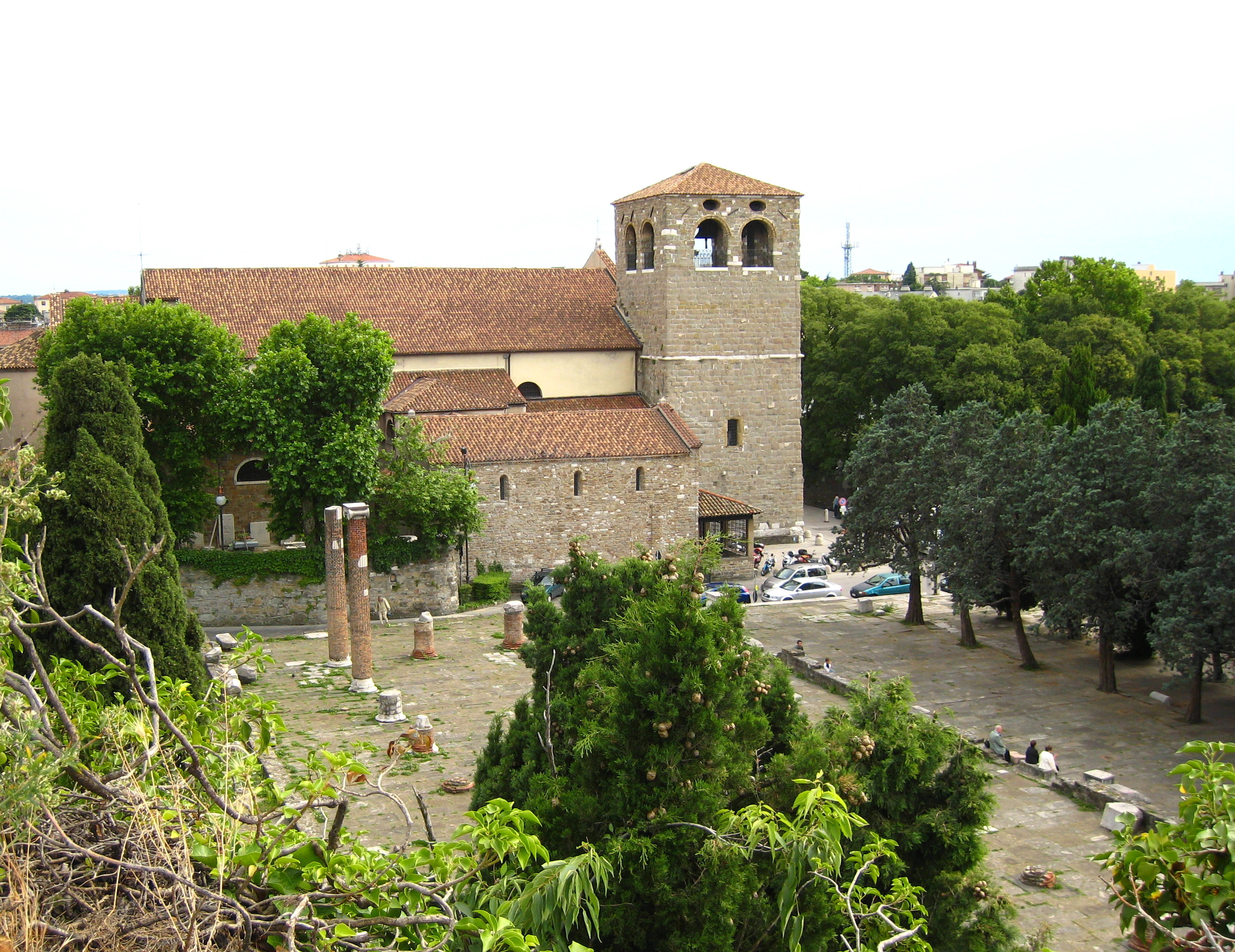
Clocher trapu de la basilique.
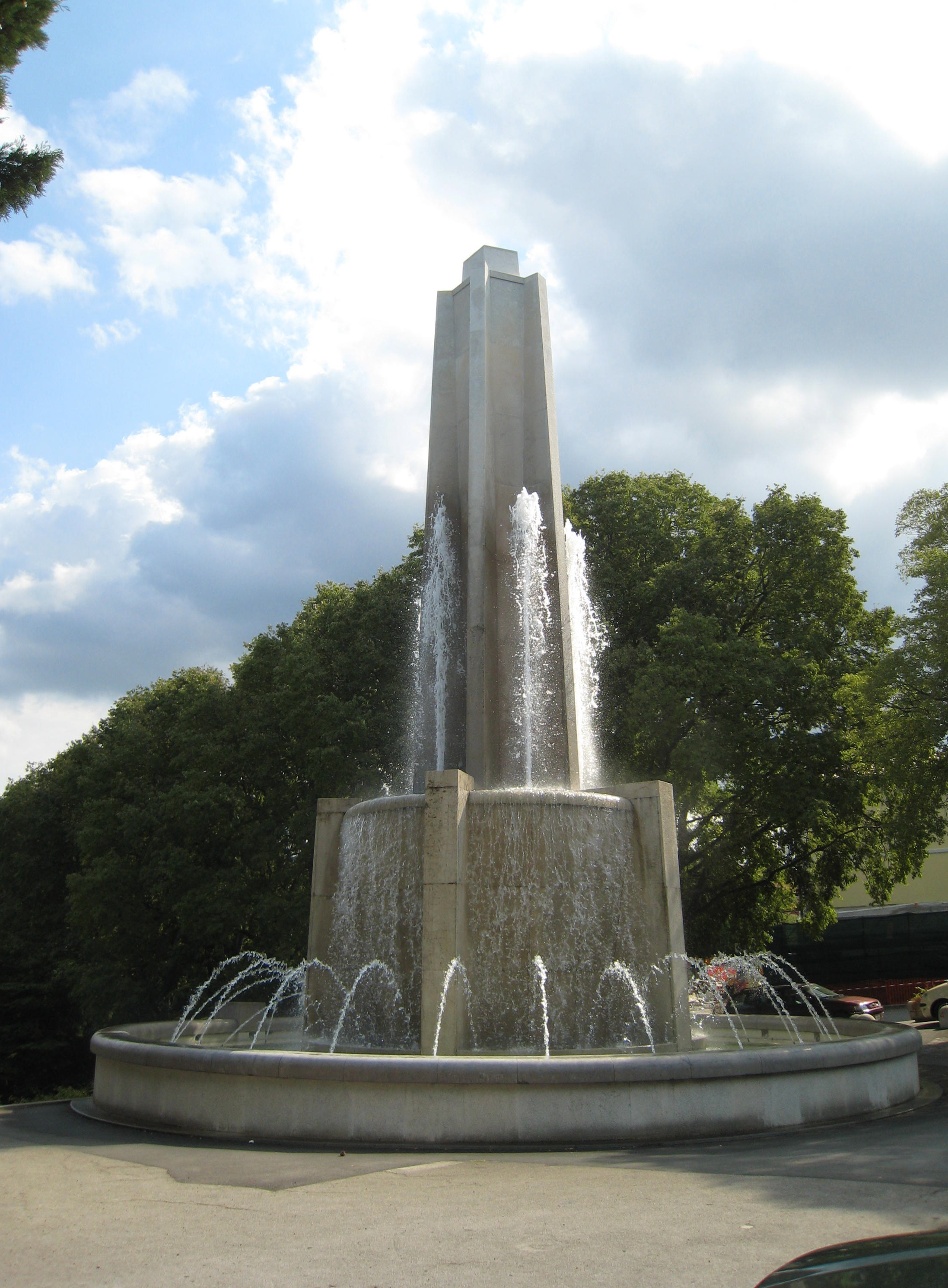
La fontaine en haut de l' escalier des géants
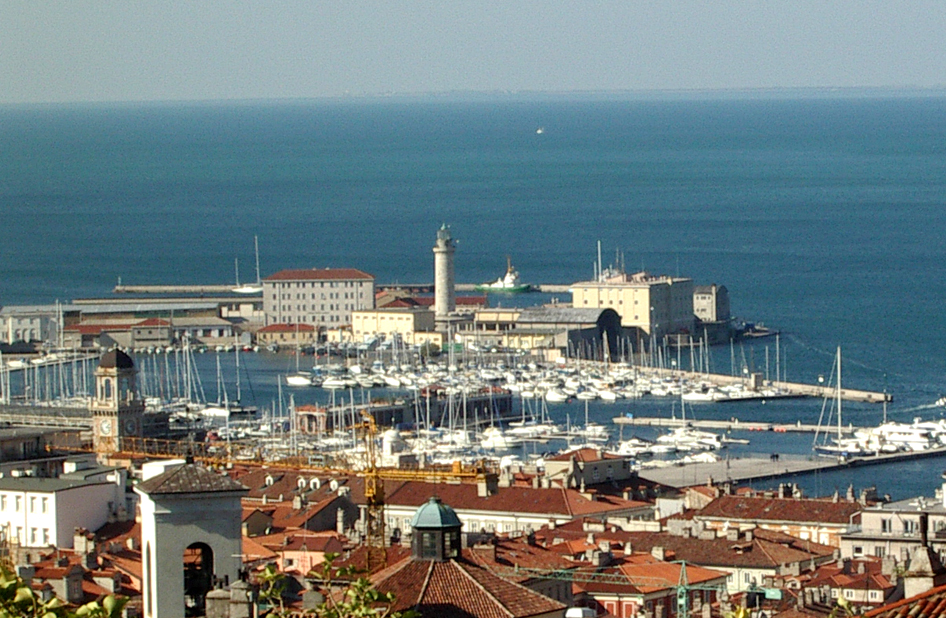
Panorama de Trieste du haut de la colline